# Shin Yamada
Shin Yamada (Aoba-ku, 30 de mayo de 2000) es un futbolista japonés que juega en la demarcación de delantero para el Celtic F. C. de la Scottish Premiership.

## Selección nacional
Hizo su debut con la selección absoluta de Japón el 8 de julio de 2025 contra Hong Kong en un partido del Campeonato de Fútbol de Asia Oriental de 2025 que finalizó con un resultado de 6-1 a favor del combinado japonés tras un gol de Matt Orr para Hong Kong, y los goles de Sōta Nakamura, Shō Inagaki y cuatro de Ryō Germain para Japón.

## Clubes
| Club              | País    | Año       | Partidos | Goles |
| ----------------- | ------- | --------- | -------- | ----- |
| Kawasaki Frontale | Japón   | 2022-2025 | 122      | 32    |
| Celtic F. C.      | Escocia | 2025-     |          |       |

## Palmarés

### Títulos nacionales
| Título             | Club              | País  | Año  |
| ------------------ | ----------------- | ----- | ---- |
| Copa del Emperador | Kawasaki Frontale | Japón | 2023 |
| Supercopa de Japón | Kawasaki Frontale | Japón | 2024 |

### Títulos internacionales
| Título                                | Equipo             | Sede          | Año  |
| ------------------------------------- | ------------------ | ------------- | ---- |
| Campeonato de Fútbol de Asia Oriental | Selección de Japón | Corea del Sur | 2025 |